# Casbia rectaria
Casbia rectaria är en fjärilsart som beskrevs av Walker 1866. Casbia rectaria ingår i släktet Casbia och familjen mätare. Inga underarter finns listade i Catalogue of Life.